# 新潟県道261号西野谷二本木停車場線
新潟県道261号西野谷二本木停車場線（にいがたけんどう261ごう にしのやにほんぎていしゃじょうせん）は、新潟県妙高市から同県上越市に至る一般県道である。
現在、国道18号との交点（福田交差点）から妙高市藤沢までの1km区間において、路肩決壊により2020年（令和2年）5月11日より通行止めとなっている。

## 概要

### 路線データ
- 起点：新潟県妙高市大字西野谷
- 終点：二本木停車場（新潟県上越市中郷区板橋）

## 通過する自治体
- 新潟県
  - 妙高市 - 上越市 - 妙高市 - 上越市

## 接続する道路
- 妙高市道（起点：妙高市大字西野谷）
- 新潟県道428号西野谷新田新井線（妙高市大字西野谷新田字菖蒲田）
- 新潟県道366号両善寺西野谷新田線（妙高市大字西野谷新田字清水出）
- 新潟県道217号二本木岡川新井線（志交差点）
- 国道18号（上新バイパス）（福田交差点）
- 新潟県道344号坂本新田新井線（上越市中郷区板橋地内（「坂本交差点」北西 - 「二本木駅」東）で重複）
- （終点：上越市中郷区板橋、「二本木駅」前）

## 周辺
- えちごトキめき鉄道妙高はねうまライン 二本木駅 - 全国でも数少なくなったスイッチバック式の駅である。
- 上越市役所 中郷区総合事務所（旧・中郷村役場）
- 上越市立中郷中学校
- 上越市立矢代小学校
- 上越市立中郷小学校
- 新井信用金庫 中郷支店
- JAえちご上越 中郷支店
- 矢代郵便局
- 中郷郵便局
- 日本曹達 二本木工場
- エア・ウォーター・ハイドロ 二本木工場（エア・ウォーター子会社）
- 妙高サンシャインランド（遊園地・テーマパーク）